# Clayton Keller
Clayton John Keller, född 29 juli 1998, är en amerikansk professionell ishockeyforward som spelar för Utah Mammoth i National Hockey League (NHL).
Han har tidigare spelat för Arizona Coyotes och Utah Hockey Club i NHL; Boston University Terriers i National Collegiate Athletic Association (NCAA) samt Team USA i United States Hockey League (USHL).
Keller draftades av Arizona Coyotes i första rundan i 2016 års draft som sjunde spelare totalt.

## Statistik
| 2012–2013   | Shattuck St. Mary's Sabres U14 | HPHL        | 10  | 8   | 12  | 20  | 8   | — | — | — | — | — |
|             | Shattuck St. Mary's Sabres U14 |             | 60  | 58  | 71  | 129 | 22  | — | — | — | — | — |
| 2013–2014   | Shattuck St. Mary's Sabres U18 |             | 51  | 36  | 41  | 77  | 20  | — | — | — | — | — |
| 2014–2015   | Team USA                       | USHL        | 32  | 14  | 23  | 37  | 10  | — | — | — | — | — |
|             | U.S. National U17 Team         |             | 45  | 25  | 34  | 59  | 24  | — | — | — | — | — |
|             | U.S. National U18 Team         |             | 16  | 9   | 14  | 23  | 4   | — | — | — | — | — |
| 2015–2016   | Team USA                       | USHL        | 23  | 13  | 24  | 37  | 14  | — | — | — | — | — |
|             | U.S. National U18 Team         |             | 62  | 37  | 70  | 107 | 40  | — | — | — | — | — |
| 2016–2017   | Arizona Coyotes                | NHL         | 3   | 0   | 2   | 2   | 0   | — | — | — | — | — |
|             | Boston University Terriers     | NCAA        | 31  | 21  | 24  | 45  | 26  | — | — | — | — | — |
| 2017–2018   | Arizona Coyotes                | NHL         | 82  | 23  | 42  | 65  | 24  | — | — | — | — | — |
| 2018–2019   | Arizona Coyotes                | NHL         | 82  | 14  | 33  | 47  | 24  | — | — | — | — | — |
| 2019–2020   | Arizona Coyotes                | NHL         | 70  | 17  | 27  | 44  | 28  | 9 | 4 | 3 | 7 | 0 |
| 2020–2021   | Arizona Coyotes                | NHL         | 56  | 14  | 21  | 35  | 18  | — | — | — | — | — |
| 2021–2022   | Arizona Coyotes                | NHL         | 67  | 28  | 35  | 63  | 28  | — | — | — | — | — |
| 2022–2023   | Arizona Coyotes                | NHL         | 82  | 37  | 49  | 86  | 49  | — | — | — | — | — |
| 2023–2024   | Arizona Coyotes                | NHL         | 78  | 33  | 43  | 76  | 32  | — | — | — | — | — |
| 2024–2025   | Utah Hockey Club               | NHL         | 81  | 30  | 60  | 90  | 28  | — | — | — | — | — |
| NHL totalt  | NHL totalt                     | NHL totalt  | 601 | 196 | 312 | 508 | 231 | 9 | 4 | 3 | 7 | 0 |
| USHL totalt | USHL totalt                    | USHL totalt | 55  | 27  | 47  | 74  | 24  | — | — | — | — | — |

### Internationellt
| Källa: Uppdaterad: 2019-09-08 | Källa: Uppdaterad: 2019-09-08 | Källa: Uppdaterad: 2019-09-08 |         | Utv = Utvisningsminuter | Utv = Utvisningsminuter | Utv = Utvisningsminuter | Utv = Utvisningsminuter | Utv = Utvisningsminuter |
| År                            | Lag                           | Mästerskap                    | Matcher | Mål                     | Assists                 | Poäng                   | Utv                     |                         |
| ----------------------------- | ----------------------------- | ----------------------------- | ------- | ----------------------- | ----------------------- | ----------------------- | ----------------------- | ----------------------- |
| 2015                          | USA                           | U18-VM                        | 7       | 4                       | 5                       | 9                       | 0                       |                         |
| 2016                          | USA                           | U18-VM                        | 7       | 4                       | 10                      | 14                      | 2                       |                         |
| 2017                          | USA                           | JVM                           | 7       | 3                       | 8                       | 11                      | 2                       |                         |
| 2017                          | USA                           | VM                            | 8       | 5                       | 2                       | 7                       | 2                       |                         |
| 2019                          | USA                           | VM                            | 8       | 2                       | 2                       | 4                       | 0                       |                         |
| Junior totalt                 | Junior totalt                 | Junior totalt                 | 21      | 11                      | 23                      | 24                      | 4                       |                         |
| Senior totalt                 | Senior totalt                 | Senior totalt                 | 16      | 7                       | 4                       | 11                      | 2                       |                         |